# Lady (rejon miorski)
Lady – dawna kolonia. Tereny, na których leżała, znajdują się obecnie na Białorusi, w obwodzie witebskim,  w rejonie miorskim, w sielsowiecie Powiacie.

## Historia
W czasach zaborów wieś  w powiecie dzisieńskim, w guberni wileńskiej Imperium Rosyjskiego.
W latach 1921–1945 kolonia leżała w Polsce, w województwie wileńskim, w powiecie dziśnieńskim (od 1926 w powiecie brasławskim), w gminie Leonpol.
Według Powszechnego Spisu Ludności z 1921 roku zamieszkiwały tu 3 osoby, 1 była wyznania rzymskokatolickiego, a 2 prawosławnego. Jednocześnie wszyscy mieszkańcy zadeklarowali białoruską przynależność narodową. Był tu 1 budynek mieszkalny. W 1931 w 1 domu zamieszkiwały 4 osoby.
Wierni należeli do parafii rzymskokatolickiej w Leonpolu. Miejscowość podlegała pod Sąd Grodzki w Drui i Okręgowy w Wilnie; właściwy urząd pocztowy mieścił się w Leonpolu.